# Friedrich Eduard von Buchwaldt
Friedrich Eduard von Buchwaldt (* 19. Februar 1871; † 2. April 1954) war ein deutscher Oberstleutnant, Graf, Gutsherr, Klosterpropst zu Uetersen und Politiker.

## Leben
Er war Mitglied der einflussreichen holsteinischen Adelsfamilie von Buchwaldt. Seine Eltern waren der Kammerherr und Hofchef Friedrich Otto Christian von Buchwaldt (1826–1904) und dessen Ehefrau Henriette Elisabeth geb. Paulsen (1836–1925). Seine Ehefrau war Elisabeth Marie Susanne Georgine, aus dem Hause Mesmer-Saldern (1881–1968), die er 1909 heiratete. Aus dieser Ehe entstammte der spätere Amtsgerichtsrat (heute: Richter am Amtsgericht) und Rittmeister  Hermann Caspar Friedrich Heinrich Otto Christian von Buchwaldt (* 11. Oktober 1910; ✝⚔ seit 31. Januar 1943 in Russland). Er war verheiratet mit Marie-Elisabeth Gräfin Kielmansegg (* 1918; ✝ 1967), eine Tochter Elsabe. Auch der zweite Sohn Otto Ludwig Georg Friedrich, geboren 1916, fiel im Krieg, 1941 als Oberleutnant d. R.
Buchwaldt wurde 1921 als Nachfolger von Ernst Emil Kurt von Reventlow zum Klosterpropst des Klosters Uetersen gewählt. Sein Amt trat er in schwerer Zeit an. Er verhandelte mit der Stadt Uetersen über den Verkauf von Klosterländereien, nachdem diese Verhandlungen mehrmalig gescheitert waren, drängte nun die Stadt den Propst Buchwald und den Konvent unter Androhung von Enteignung zum Verkauf von Klosterländereien zum Bau von neuen Wohngebieten.
Durch sein Verhandlungsgeschick wurde später nur ein Teil der Ländereien der Stadt abgetreten. Bei einer Einkleidungsfeier am 3. Oktober 1932 würdigte die Priörin Louise von Rumohr, den nicht anwesenden Friedrich Eduard von Buchwaldt, mit den Worten: Wir schulden gerade dem Klosterprobsten großen Dank, der sich mit allen erdenklichen Kräften für unser Kloster einsetzt, um uns allen noch das zu erhalten, was wir heute haben. Daß dies aber mit großen Kämpfen erkämpft ist, kann ich ihnen, liebe Conventualinnen, heilig versichern.
Er schied 1934 aus dem Amt des Klosterpropsten aus, sein Nachfolger wurde Arved von Wedderkop.